# 西西里晚祷战争
西西里晚祷战争起始于1282年西西里岛人反抗卡佩王朝安茹的查理的起义，於1302年签署《卡尔塔贝洛塔和约》后停火。战争双方分别是法国王室与阿拉贡君主，在西西里、加泰罗尼亚（阿拉贡十字军）及地中海西部的其他地方打响。

## 背景
自12世纪罗杰二世击败其他意大利贵族并被教宗封为西西里国王之后，西西里岛一直是亚平宁半岛南部西西里王国的一部分。罗杰二世的王位后来传至腓特烈二世的私生子曼弗雷迪手中。不过，由于法王路易九世的弟弟安茹的查理在教宗的支持下对其发动讨伐，曼弗雷迪最终兵敗被殺，西西里王位於是落於法國卡佩王朝之手。
1282年的3月30日是复活节星期一，在当天的晚祷时分，巴勒莫的圣神教堂外发生了一宗法国士兵侵犯妇女的事件，继而引发全城本地居民对法国人的大规模袭击。在此后的六个星期，全岛有四千余法国人被屠杀。

## 阿拉贡介入

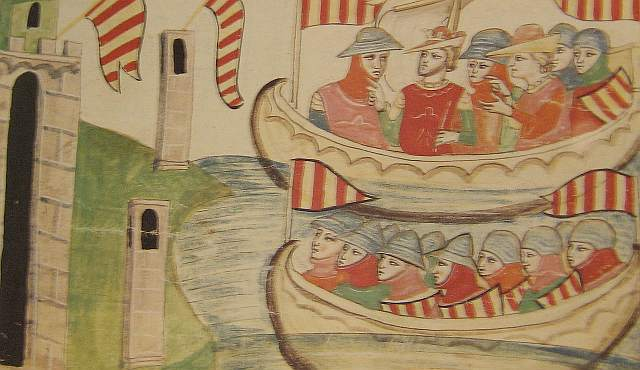
佩德罗三世的阿拉贡军队在特拉帕尼登陆。

晚祷当天的事件扩大之后，西西里人开始倾向求助于曼弗雷迪的女婿阿拉贡的佩德罗三世将他们从法国人的统治中拯救出来。佩德罗在被承诺授予西西里王位之后欣然答允出兵干涉。于此同时，教宗马丁四世拒绝给予西西里人帮助。
查理放弃了原有的参加十字军东征的愿望，于卡拉布里亚集结完军队后在墨西拿附近登陆并开始围城。8月30日，即晚祷事件五个月后，佩德罗率军在西西里南部的特拉帕尼登陆。其后，于9月4日，他快速行至巴勒莫，受到了本地人的欢迎，并确认自己在西西里的地位。佩德罗对持续围攻墨西拿的法军发动了攻击，迫使查理在10月底不得不从岛上后撤，此后被限制在欧洲大陆。11月18日，教宗宣布将阿拉贡国王佩德罗逐出教会，并声称剥夺他的王位。
佩德罗进一步扩大着他的优势，至1283年的2月底，他已控制了卡拉布里亚的大部分海岸线。查理此时或许感到危急，于是他致信彼得要求以私人决斗来解决争端，佩德罗接受了这项提议。两人将决斗定于6月1日在波尔多举行，且计划由英格兰国王爱德华一世裁定胜负，但爱德华听从教宗拒绝参与其中。此后佩德罗曾经回到自己的王国，之后经由阿拉贡来到波尔多，不过为了避免遭受法国人可能的伏击，他在行程中进行了伪装。最终，私人的决斗并没有真正实现。
正当佩德罗和查理两人筹备在法国决斗之时，加泰罗尼亚海军上将劳里亚的罗杰代替佩德罗继续在意大利对卡佩王朝展开攻击，他所率领的强大海军肆虐着卡拉布里亚的海域。查理因此又从波尔多赶往普罗旺斯，并从那儿派遣了一支前往他王国的首都那不勒斯的舰队。在马耳他战役中，劳里亚的罗杰击败了安茹-普罗旺斯舰队；此后，他又在马耳他战役中彻底击溃卡佩王朝的舰队，俘虏了查理一世的继承人小卡洛及其42艘战舰。查理一世在1285年去世，而他的继承人依旧被敌人所囚禁，然而意大利的战事不久也告一段落，因为佩德罗正面临着阿拉贡十字军的新威胁。

## 阿拉贡十字军

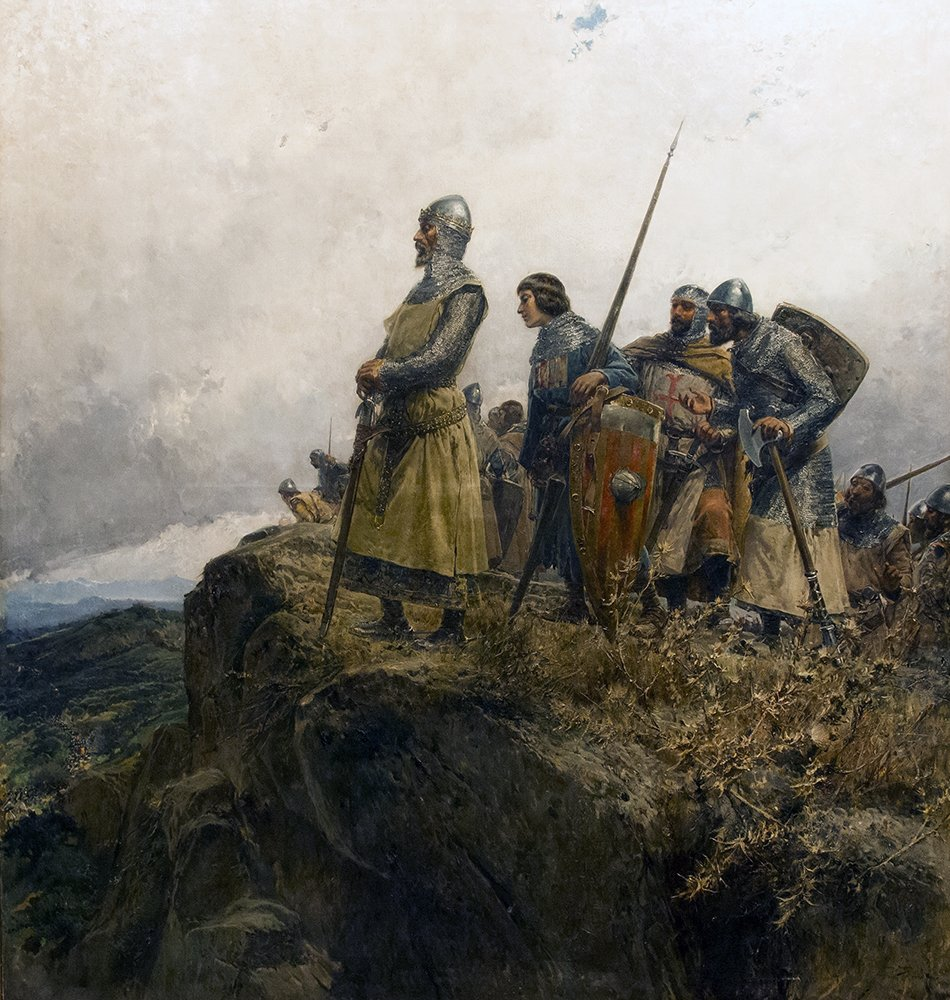
彼得三世的画像

1284年，教宗马丁四世将阿拉贡国王的王位封予瓦卢瓦伯爵查理，他是法兰西国王的儿子，同时也是西西里的查理的侄孙。同时教宗号召十字军对阿拉贡的佩德罗展开惩罚。
在法国军队准备入侵时，佩德罗还在忙于处理国内的动乱。他从叛乱贵族手中收回了阿尔瓦拉辛，并与卡斯蒂利亚国王桑乔四世延续了盟约，同时袭击了图德拉以试图先发制人阻止法兰西国王腓力三世的儿子纳瓦罗国王腓力一世从前线大举入侵。
1283年，佩德罗的兄弟马略卡国王海梅二世在蒙彼利埃的宗主权得到了法兰西的承认，于是他在战争中站在了法国一边，给予他们的盟友在巴利阿里群岛和鲁西永的通行权。尽管佩德罗对他的这位兄弟的权利表示了反对，海梅同时还宣称继承了鲁西永伯国，此处在地理上夹于法兰西和阿拉贡之间。1284年，法王腓力三世率领第一批军队开进到鲁西永，兵力为骑兵1.6万、弩兵1.7万、以及步兵10万，以及法国南部的港口驶出的百余艘军舰。尽管海梅站在法国一边，但是当地的民众却奋起抵抗法军。
1285年，腓力三世在猛烈的抵抗下围攻赫罗纳并最终攻取了这座城市。劳里亚的罗杰从意大利战场抽身而回，在马略卡岛附近的海战中击溃法兰西舰队。不久之后，法军阵中又传染上了痢疾，腓力本人也深受疾病困扰。阿拉贡军队趁着优势，在帕尼撒尔山口战役大败敌军，腓力三世在海梅的都城佩皮尼昂去世，而海梅本人在面对佩德罗的征讨下，仓皇而逃，最终死于纳博讷。
佩德罗三世1285年11月2日去世。临终前他宣称永不触犯教廷权威，从而得到了教宗的赦免。两年后的6月23日，佩德罗的儿子阿方索三世又在那不勒斯附近击败安茹军队，1291年签署的塔拉斯孔条约确立了阿拉贡的宗主权。

## 西西里的反抗
先前被囚禁的小卡洛后来在1288年因缴纳赎金而获释回国，继位为卡洛二世。
阿方索死后数月，他的兄弟西西里的贾科莫一世继承了王位称海梅二世，并将阿拉贡与西西里联合统治。1295年，海梅同教廷签署了阿纳尼条约，据此他放弃了西西里，而教宗波尼法爵八世转手又将西西里赠予瓦卢瓦的查理。不料，佩德罗三世的第三子，西西里摄政费德里科拒绝履行条约，岛上民众也宣布将费德里科推选为西西里国王。战争再次触发。
由于签署了条约，海梅有义务在战争中协助查理，于是他从加泰罗尼亚派出了前往西西里海岸的舰队。费德里科快速地做出了攻防两端的对策。1296年，他入侵了海峡对岸的卡拉布里亚，攻取数个市镇，并鼓动那不勒斯内部的革命；同时，他还与托斯卡纳和伦巴第进行谈判，暗中协助科隆纳家族对抗教廷。
海梅对于履行阿纳尼条约以及寻求和平的问题非常在意。1299年7月4日，海梅及其大将劳里亚的罗杰率舰队在奥兰多海角战役打败了费德里科。与此同时，卡洛二世的儿子安茹的罗伯特和塔兰托的腓力一世登陆西西里岛并攻陷了卡塔尼亚。腓力一世随后意图对特拉帕尼展开围困，但在法科纳里亚战役中被费德里科打垮，而且自己也被俘虏。此后，费德里科还取得了一系列的胜利，不过在1300年6月14日的蓬扎战役中，他被罗杰击败并俘虏。
1302年8月19日，当事诸方签订了卡尔塔贝洛塔和约，费德里科被承认为西西里的国王，不过头衔为“特里纳克里亚（Trinacria，西西里的别称）国王”；瓦卢瓦的查理则确立在半岛南部的统治，头衔称“西西里国王”，但多被后世以其都城命名称为“那不勒斯国王”。1303年，费德里科对教廷称臣，教宗也批准了和约内容。费德里科与查理的女儿埃莉诺还进行了联姻。

## 扩展阅读
- Bruni, Leonardo. History of the Florentine People. 1416. ISBN 0-674-00506-6 (Harvard, 2001)
- Abulafia, David. The Western Mediterranean Kingdoms, 1200-1500. 1997. ISBN 0-582-07820-2
- Ramon Muntaner, Chronicle（页面存档备份，存于）, tr. Lady Goodenough.